# Francis D'Albenas
Luis Francis D'Albenas Reyes (Montevideo, Uruguay; 11 de enero de 1996), más conocido como Francis D'Albenas, es un futbolista uruguayo que juega como delantero centro.

## Trayectoria
Francis fue un goleador en las formativas del River Plate y de las selecciones juveniles de Uruguay.
El 15 de agosto del 2014 fue cedido a préstamo al Rampla Juniors por un año, ya que no lo iban a tener en cuenta en River.
Debutó el 17 de agosto en Primera División al ingresar al minuto 80. Convirtió su primer gol en la máxima categoría el 13 de septiembre frente al Club Atlético Atenas, ganaron 4 a 2 y significó el primer triunfo del club en el Torneo Apertura. Jugó 13 partidos con Rampla Juniors en la temporada 2014/15.
Cuando regresó a River, nuevamente no lo iban a tener en cuenta, así que fue cedido al Patriotas Fútbol Club, club de la máxima categoría colombiana, pero no tuvo oportunidades, ya que estuvo en el banco de suplentes una vez, sin ingresar, y luego no fue considerado en el segundo semestre del 2015. A fin de año regresó a Uruguay, para el año próximo finalmente si sería tenido en cuenta por River Plate, debido a la participación en la Copa Libertadores y la necesidad de tener un plantel numeroso.

## Selección nacional
En 2011, fue parte del plantel que representó a Uruguay en el Sudamericano Sub-15 que se jugó en su país, anotó 3 goles pero terminaron cuartos por no ganar ni anotar goles en la fase final.
Participó del Sudamericano Sub-17 del 2013 representando a la Selección de Uruguay, certamen en el que finalizó cuarto, logrando la clasificación al mundial. 
Fue convocado para jugar el Mundial Sub-17 del 2013, pero Uruguay quedó eliminado en cuartos de final.

### Participaciones en juveniles
| Competición                            | Sede                   | Resultado        | Partidos | Goles |
| -------------------------------------- | ---------------------- | ---------------- | -------- | ----- |
| Campeonato Sudamericano Sub-15 de 2011 | Uruguay                | Cuarto puesto    | 7        | 3     |
| Campeonato Sudamericano Sub-17 de 2013 | Argentina              | Cuarto puesto    | 7        | 0     |
| Copa Mundial de Fútbol Sub-17 de 2013  | Emiratos Árabes Unidos | Cuartos de final | 4        | 0     |

## Estadísticas
Actualizado al 14 de agosto de 2016.
| Club                     | Div.          | Temporada     | Liga  | Liga  | Copas nacionales | Copas nacionales | Torneos internacionales | Torneos internacionales | Total | Total |
| Club                     | Div.          | Temporada     | Part. | Goles | Part.            | Goles            | Part.                   | Goles                   | Part. | Goles |
| ------------------------ | ------------- | ------------- | ----- | ----- | ---------------- | ---------------- | ----------------------- | ----------------------- | ----- | ----- |
| Rampla Juniors · Uruguay | 1.ª           | 2014/15       | 13    | 1     | -                | -                | -                       | -                       | 13    | 1     |
| Rampla Juniors · Uruguay | Total club    | Total club    | 13    | 1     | 0                | 0                | 0                       | 0                       | 13    | 1     |
| Patriotas · Colombia     | 1.ª           | 2015          | 0     | 0     | 0                | 0                | -                       | -                       | 0     | 0     |
| Patriotas · Colombia     | Total club    | Total club    | 0     | 0     | 0                | 0                | 0                       | 0                       | 0     | 0     |
| River Plate · Uruguay    | 1.ª           | 2016          | 0     | 0     | -                | -                | -                       | -                       | 0     | 0     |
| River Plate · Uruguay    | Total club    | Total club    | 0     | 0     | 0                | 0                | 0                       | 0                       | 0     | 0     |
| Total carrera            | Total carrera | Total carrera | 13    | 1     | 0                | 0                | 0                       | 0                       | 13    | 1     |